# 金誠一
金誠一（：／ Kim Seong-il，1538年—1593年），字士純，號鶴峯，本貫義城金氏。朝鮮王朝文官。他是東人黨的成員之一。

## 生平
1538年（中宗33年）生於慶尚道的安東，是儒學家李滉的弟子，1568年（宣祖元年）31歳科舉及第，歷任正言、掌令、副提學。
1590年（宣祖23年），金誠一以通信副使的身份，與正使黃允吉、書狀官許筬等人出使日本，名義上慶祝豐臣秀吉平定日本全國，實際上還負責探查秀吉是否有入侵朝鮮的動向。使團一行於是1590年八月到達京都，然而此時豐臣秀吉正在參加小田原之戰，直到12月才接見了使團。秀吉認為這個使團代表了朝鮮服從他的統治，向使團表達了自己希望借道朝鮮入侵明朝的要求。金誠一送回的報告中稱秀吉並無入侵朝鮮的打算，這與正使黃允吉的判斷恰恰相反。由於黃允吉屬於對立陣營西人黨，這種截然相反的觀點可能是朋黨鬥爭導致的。當時掌權的是東人黨，金誠一的判斷遂被採納。
1592年（宣祖25年）萬曆朝鮮之役開始後，被任命為慶尚右兵使，但因戰前報告誤判被逮捕，但從漢城移送稷山途中被赦免，任命為慶尚道招諭使，因募兵有功被升為慶尚道觀察使(兼嘉喜大夫)，1593年（宣祖26年）4月病死於晉州，享年51歳。
死後，追封大提學，諡号文忠公，配享盧江的退溪廟。